# Chocla

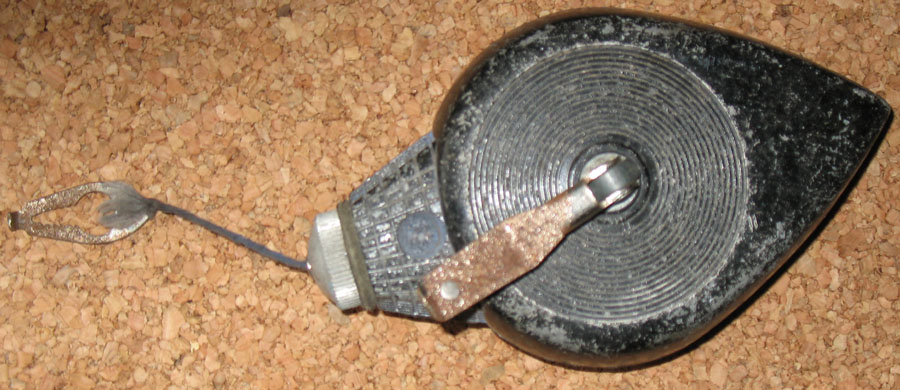
Chocla

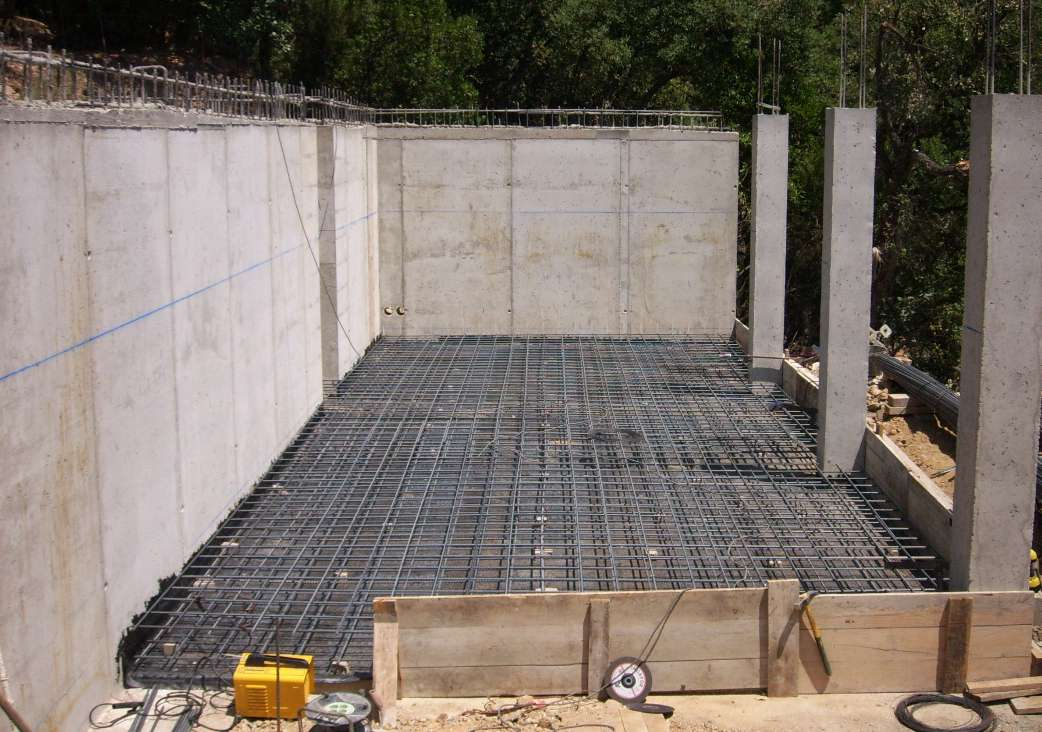
Línea de marcar azul realizada con una chocla en paredes de concreto, utilizadas como referencia de nivel.

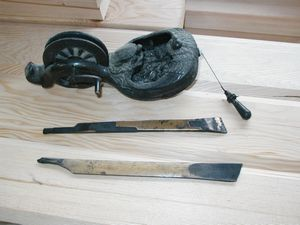
Sumitsubo y bolígrafos de marcar de bambú

Una chocla es una herramienta para marcar una recta larga en una superficie relativamente plana más extensa de lo que permitiría la mano alzada o una regla. Se puede utilizar entre dos puntos cualesquiera o en particular una recta vertical mediante el uso de una plomada.
Es una herramienta importante  en carpintería, al trabajar sobre maderas ásperas o no perfectamente planas y lisas.
Otros nombres asociados a la chocla son:
- Tiralíneas (no confundir con la herramienta homónima de dibujo)
- Trazalínea
- Marcador de tiza
- Carrete de línea de marcar

En caso de que la distancia entre los puntos sea grande, no verticales, o la tensión sea insuficiente, la curva a describir pasará a ser la de una catenaria.

## Uso
Una chocla traza una línea recta mediante la acción de un cordón de nailon o similar previamente cubierto de un polvo (normalmente tiza o ferrita). La cuerda se ubica de forma tensa entre dos puntos sobre la superficie a marcar. Luego se puntea la cuerda, es decir se tira de ella levemente y luego se la suelta, provocando que la cuerda golpee la superficie, lo que transfiere algo del polvo de la cuerda a la superficie.
Las choclas se utilizan comúnmente para marcar superficies relativamente planas. Sin embargo, mientras la línea se mantenga tensa entre los dos extremos al puntear esta marcará todos los puntos donde la cuerda impacte con la superficie. Pueden ser utilizadas en superficies irregulares, con agujeros como ser maderas o paredes sin terminar.
El principal problema asociado con un mal mantenimiento de una chocla es el corte de cordón debido a una excesiva tensión, así como también el deterioro asociado a la humedad.

## Historia
Las choclas son utilizadas desde el Egipto antiguo, y se utilizó continuamente por constructores en varias culturas desde entonces.
El continuo desarrollo de este sencillo pero eficaz herramienta se ha enfocado en la coloración de la tiza y sus compuestos, así como su uso en exteriores y métodos de manipulación.

## Líneas de tinta
En Asia del este se suele utilizar una línea de tinta por sobre una chocla. Esto es un cordón bañado en una tinta, guardado y en enrollado en un rollo con manivela. Este conjunto se denomina en Japón sumitsubo. Junto con la cuerda dentro del contenedor se encuentran fibras de algodón empapadas en tinta, las cuales se frotan con la cuerda a medida que esta se desenrolla. Los sumitsubos son altamente decorativos y muy preciados por sus dueños. Como muchas de las herramientas del mismo tipo a menudo son construidas por sus propios dueños mientras son aprendices.
Al terminar la construcción de una edificación importante como ser un templo se suele realizar una celebración. Como parte de este evento se realizan herramientas de carpintero y dejadas como ofrenda en la nueva construcción. Un sumitsubo  es una herramienta tradicionalmente incluida en este conjunto.